# Antlers (California)
Antlers es un área no incorporada ubicada en el condado de Shasta en el estado estadounidense de California.

## Geografía
Antlers se encuentra ubicada en las coordenadas 40°53′44″N 122°22′16″O / 40.89556, -122.37111.